# Gerhard Hoffmann (général)
Pour les articles homonymes, voir Hoffmann.
Gerhard Hoffmann (né le 13 octobre 1887 à Qualisch et mort le 6 novembre 1969 à Wedel) est un officier allemand, plus récemment général de l'artillerie anti-aérienne de la Luftwaffe pendant la Seconde Guerre mondiale . 

## Biographie
Promotions
- 22 mars 1906 Leutnant
- 8 novembre 1914 Oberleutnant
- 18 décembre 1915 Hauptmann
- 30 septembre 1920 Charakter als Major
- 1er novembre 1934 Major
- 1er mars 1936 Oberstleutnant
- 1 Oktober 1937 Oberst
- 1er juin 1939 Generalmajor
- 1er juin 1941 Generalleutnant
- 1er décembre 1942 General der Flakartillerie

Hoffmann rejoint le 22 mars 1906 en tant que Fahnenjunker dans le 47e régiment d'infanterie. Après le début de la Première Guerre mondiale, il sert dans ce régiment en tant qu'officier de compagnie jusqu'en novembre 1914.. Le 8 novembre 1914, il est transféré dans le 37e régiment d'infanterie de réserve avec une nomination simultanée comme Oberleutnant en tant que commandant de compagnie, où il reste jusqu'à la fin septembre 1915. Il est ensuite promu adjudant de la 18e brigade d'infanterie de réserve. Du 18 septembre 1916 au 25 janvier 1917, Hoffmann sert ensuite comme officier d'état-major général dans le 5e corps de réserve (de). Il occupe ensuite le même poste au sein de l'état-major de la 3e division de la Landwehr jusqu'au 5 mai 1917 et au sein de l'état-major d'une autre division du 6 mai au 23 novembre 1917. Après quelques jours en tant qu'officier à usage spécial au Haut Commandement de la 2e Armée, Hoffmann est transféré à l'état-major d'intendance du Grand Quartier Général le 28 novembre 1917, où il reste jusqu'au 8 juin 1918. Par la suite, Hoffmann devient officier d'état-major général à l'état-major du 9e corps d'armée, où il reste jusqu'à la fin avril 1919, après la fin de la guerre. Le 1er mai 1919, il est transféré à la Reichswehr provisoire, Hoffmann sert comme officier d'état-major général dans la 9e brigade de la Reichswehr jusqu'à la fin septembre 1920, date à laquelle il prend sa retraite du service militaire, en se voyant attribuer le grade de major. 
Le 14 juillet 1932, Hoffmann est nommé officier de protection de l'État avec le grade de major dans la Reichswehr, et est d'abord employé par les bureaux de commandement à Oppeln, Kreuzberg et Waldenburg jusqu'à la fin mai 1934. Il est ensuite adjudant du président de l'Association de défense aérienne du Reich (Reichsluftschutzbund) jusqu'au 21 octobre 1934. Du 22 octobre 1934 à la fin février 1936, Hoffmann est déployé au Luftkreis-Kommando V à Munich, où il sert déjà comme officier supplémentaire dans la Luftwaffe le 1er novembre 1934. 
Le 1er mars 1936, Hoffmann est réactivé pour la Luftwaffe, où il est également affecté à la 1re division du 5e régiment de la Flak à Munich. Après un stage de tir d'un mois en juillet / août 1936, qui a lieu à Wustrow, Hoffmann sert du 10 août à la fin septembre 1936 comme officier de liaison auprès de l'état-major du 7e corps d'armée. En septembre 1936, il termine formation antiaérienne à la 2e division du 22e régiment de la Flak à Brandebourg-sur-la-Havel et est nommé commandant de la 2e division du 5e régiment de la Flak le 1er octobre 1936. Hoffmann occupa ce poste jusqu'à la fin mai 1937. Il occupe ensuite le même poste de juillet à septembre 1937 dans la 1re division du 12e régiment de la Flak, où Hoffmann est nommé commandant de régiment le 1er octobre 1937. 
Le 1er août 1938, Hoffmann prend le commandement de la défense aérienne de Berlin, plus tard 1er commandement de la défense aérienne. Là, il remplace le colonel Braun, décédé dans un accident. Hoffmann est maintenu à ce poste jusqu'au 23 juin 1940, il est remis à son successeur le colonel Werner Prellberg et est nommé commandant du 9e commandement de la défense aérienne en juin 1940. À la fin de février 1941, Hoffmann remet ce commandement au lieutenant-général Otto Wilhelm von Renz (de) et devient le 1er mars 1941 commandant du commandement de la 4. Flak-Division. Il dirige cette division jusqu'au 28 février 1942, date à laquelle il a été nommé commandant de la 15. Flak-Division. Ici, sa division s'est caractérisée par un nombre élevé de tirs dans l'opération Fall Blau et avance vers Maïkop. À la fin de novembre 1942, Hoffmann passe le commandement au major-général Eduard Muhr et est nommé général commandant du IVe corps de campagne de la Luftwaffe le 30 novembre 1942. Le 1er juillet 1943, Hoffmann est détaché auprès du Luftgau-Kommando III à Berlin, où il reste jusqu'à la fin du mois. Dès le 1er août 1943, Hoffmann est alors nommé général commandant et commandant en chef du Luftgau III à Berlin. Il est ensuite transféré à la réserve de commandement du Haut Commandement de l'Armée de l'Air (OKL) le 21 février 1945 et libéré du service militaire actif le 30 avril 1945.

## Récompenses
- Croix allemande en or le 21 décembre 1942